# ダイナマイト (ジャミロクワイのアルバム)
『ダイナマイト』（Dynamite）は、イギリスのバンドジャミロクワイの6枚目のスタジオ・アルバム。2005年にソニーBMGよりリリースされた。

## 概要
前作より4年ぶりとなるアルバム。ソニーから発売されたオリジナル・アルバムとしては最終作。

## チャート成績
- オリコン週間アルバムランキングでは週間8位にランクインした[4]。
- 全英アルバムチャート3位。

## 収録曲
1. ジャスト・ライク・イット・シュッド - Feels Just Like It Should
2. ダイナマイト - Dynamite
3. セヴン・デイズ・イン・サニー・ジューン - Seven Days in Sunny June
4. エレクトリック・ミストレス - Electric Mistress
5. スターチャイルド - Starchild
6. ラヴ・ブラインド - Love Blind
7. タルラ - Talullah
8. ギヴ・ヘイト・ア・チャンス - (Don't) Give Hate a Chance
9. ワールド・ザット・ヒー・ワンツ - World That He Wants
10. ブラック・デヴィル・カー - Black Devil Car
11. ホット・テキーラ・ブラウン - Hot Tequila Brown
12. タイム・ウォント・ウェイト - Time Won't Wait
13. フィールズ・ソー・グッド(ニー・ディープ・リミックス) - Feels So Good" (Knee Deep Remix Edit)
日本版ボーナストラック

来日記念盤DVD
1. The Making Of... Dynamite
2. Feels Just Like It Should (Video)
3. Seven Days In Sunny June (Video)